# Niektóre wyrazy porządkiem abecadła zebrane
Niektóre wyrazy porządkiem abecadła zebrane i stosownymi do rzeczy uwagami objaśnione – utwór Franciszka Salezego Jezierskiego, mający formę leksykonu, wydany pośmiertnie w 1791.

## Historia
Książka ma postać słownika encyklopedycznego, nawiązując w ten sposób do dzieł oświeceniowych, takich jak Encyklopedia Diderota i Słownik filozoficzny Woltera. Jednak ten zabieg konstrukcyjny służy jako rama do prezentowania własnych, ostrych poglądów, krytyki fałszu, obłudy, nadużywania stanowisk, kradzieży dobra publicznego. Obok haseł traktujących o istotnych zagadnieniach (Filozofia, Sejm, Władza), są też tematy bardziej błahe (Forsa, Szkapy, Wiatraki). Niektóre hasła przybierają formę dłuższego eseju. Inne, krótsze są rozważaniami nad zmianami znaczeniowymi tytułowego słowa, sygnalizują naganne zachowania i sposoby myślenia, sprowadzają negowane poglądy do absurdu. Niektóre wyrazy są przejawem zaangażowanej publicystyki. Przekaz oparty jest na ironii, grach językowych, skrótach myślowych, oryginalnych skojarzeniach.